# 佩爾穆斯湖
68°09′17.05″N 33°21′11.02″E / 68.1547361°N 33.3530611°E
佩爾穆斯湖（俄语：Пермусозеро），是俄羅斯的湖泊，位於該國西北部，由摩爾曼斯克州負責管轄，長12.7公里、寬4.3公里，面積24.2平方公里，海拔高度141.5米，湖岸線長度48公里。